# Michael Rea
Michael C. Rea é um filosofo analítico e professor de filosofia na Universidade de Notre Dame. Ele é especialista em metafísica e filosofia da religião e tem competência na epistemologia e ética aplicada . Atualmente ele está escrevendo um livro sobre a divina ocultação, em que ele apela para quantificador pluralismo e argumenta que Deus não pode ser quantificado por seres humanos (embora Deus poder quantificar si mesmo). Ele também está programado para dar em 2017 Gifford Lectures, onde ele vai falar também sobre o divino ocultação.

## Trabalhos
- World Without Design: The Ontological Consequences of Naturalism. Oxford: Oxford University Press (Clarendon), 2002
- Introduction to the Philosophy of Religion (with Michael Murray). Cambridge: Cambridge University Press, 2008.
- Metaphysics: The Basics, London: Routledge (under contract)

## Trabalhos editados
- Material Constitution: A Reader.  Lanham, MD: Rowman & Littlefield, 1997.	ISBN 978-0-8476-8384-0
- Philosophy of Religion: An Anthology, 5th edition (com Louis P. Pojman). Belmont, CA: Wadsworth, 2007. ISBN 978-0-495-09504-0
- Critical Concepts in Philosophy: Metaphysics, 5 vols., London: Routledge, 2008. ISBN 978-0-415-39751-3
- Oxford Handbook of Philosophical Theology (com Thomas P. Flint). Oxford: Oxford University Press, 2009. ISBN 978-0-19-928920-2
- Analytic Theology: New Essays in Theological Method (com Oliver D. Crisp). Oxford: Oxford University Press, 2009. ISBN 978-0-19-920356-7
- Arguing About Metaphysics.  New York: Routledge, 2009. ISBN 978-0-415-95825-7
- Philosophical and Theological Essays on the Trinity (com Thomas McCall), Oxford: Oxford University Press, 2009. ISBN 978-0-19-921621-5
- Oxford Readings in Philosophical Theology, 2 vols.  Oxford: Oxford University Press, 2009. ISBN 978-0-19-923746-3
- Divine Evil?  The Moral Character of the God of Abraham (com Michael Bergmann e Michael Murray). Oxford University Press, under contract. ISBN 978-0-19-957673-9